# Eenrum

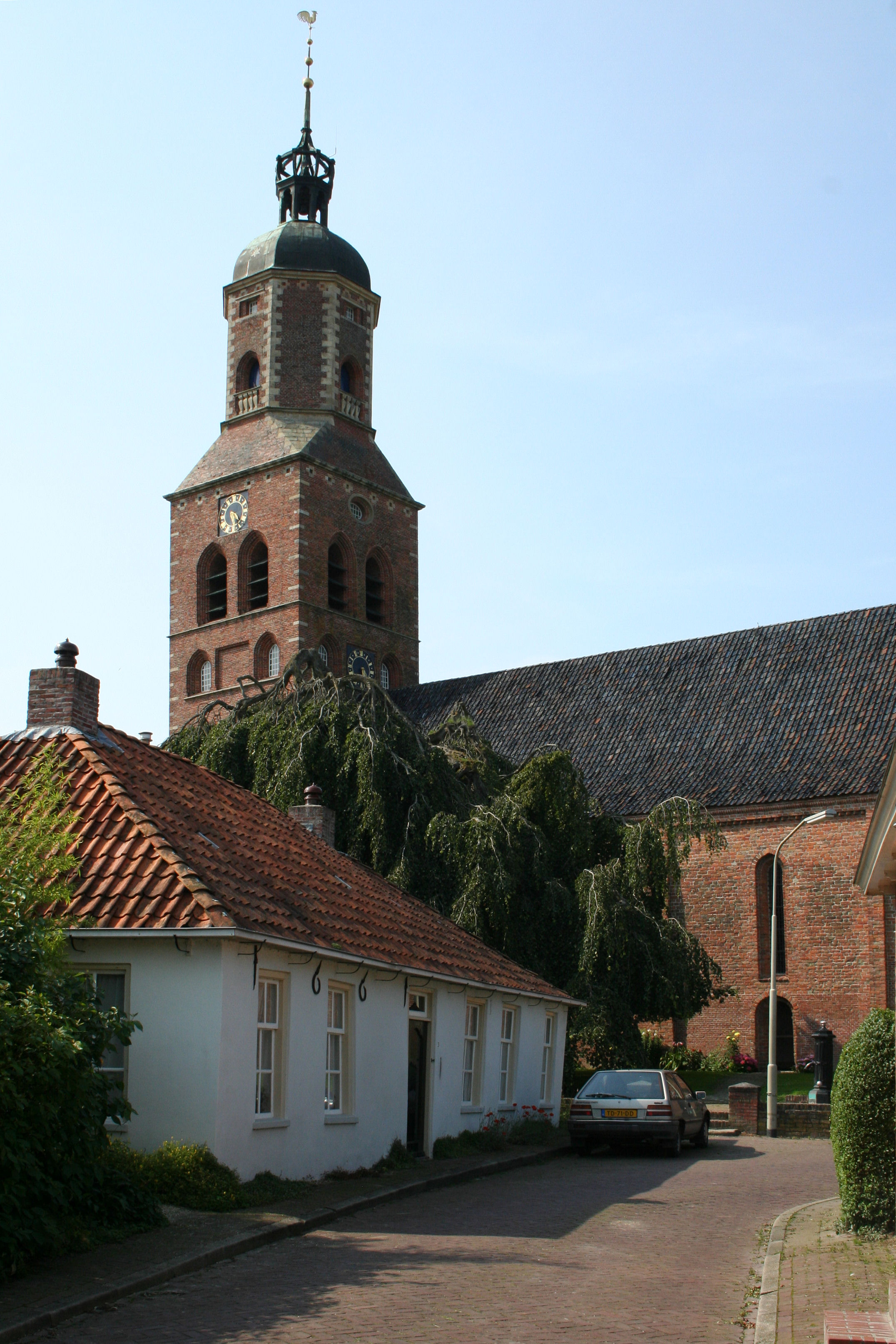
Eenrum: la chiesa di San Lorenzo

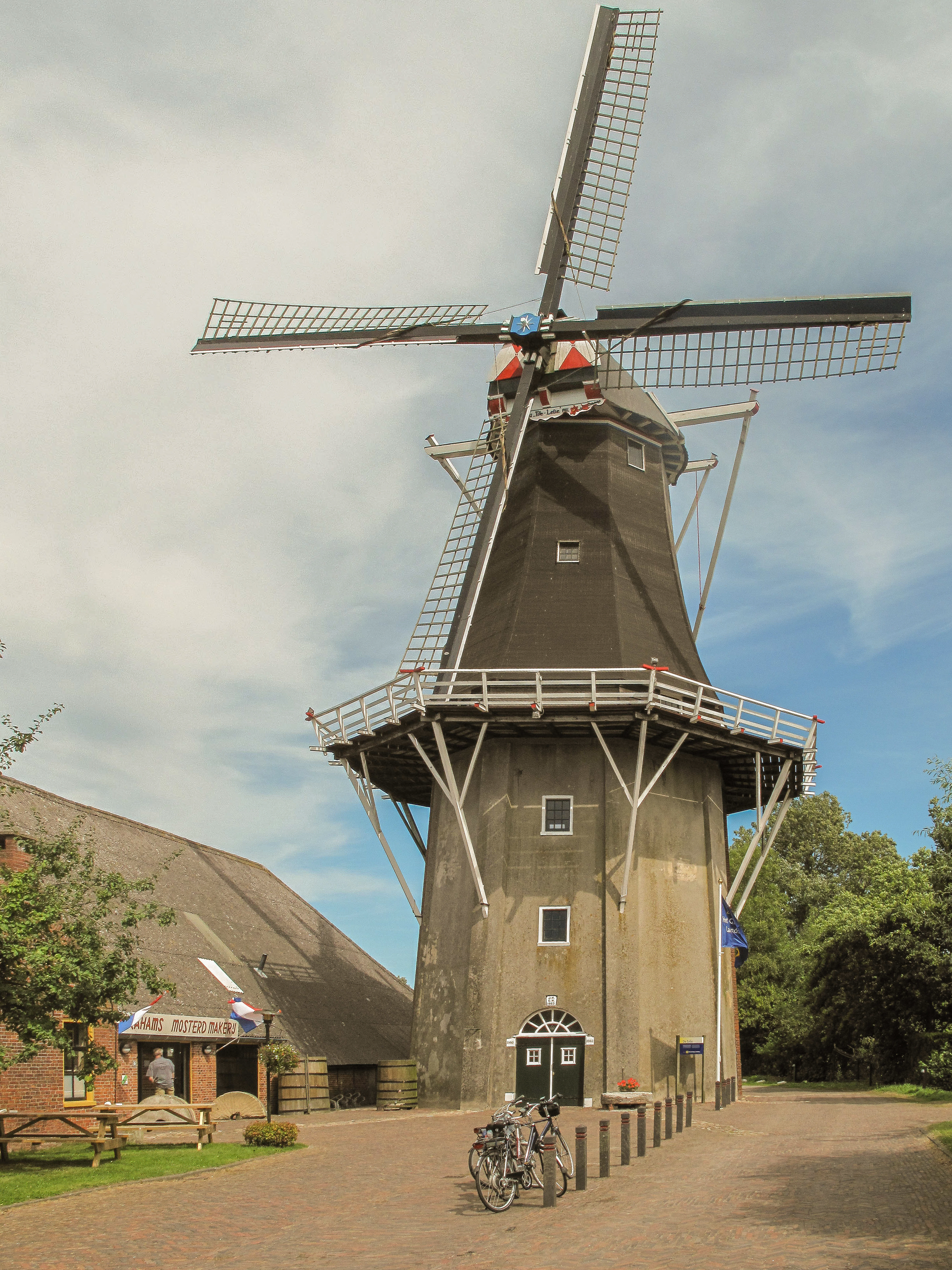
Eenrum: il mulino De Lelie

Eenrum (in Gronings: Ainrom o Aindrom) è un villaggio (dorp) di circa 1.500 abitanti del nord-est dei Paesi Bassi, facente parte della provincia di Groninga e situato nella regione di Hoogeland. Dal punto di vista amministrativo, si tratta di un ex-comune, dal 1990 incluso nella municipalità di De Marne e dal 2019 nella nuova municipalità di Het Hogeland.

## Geografia fisica
Eenrum si trova nella parte settentrionale della provincia di Groninga, a pochi chilometri dalla costa che si affaccia sul Mare del Nord, ed è situato ad est di Wehe-den Hoorn, tra le località di Pieterburen e Mensingeweer (rispettivamente a sud della prima e a nord della seconda), e ad ovest del canale Baflo - Mensingeweer.

## Storia

### Dalle origini ai giorni nostri
I primi insediamenti nell'area in cui sorge Eenrum risalgono al VI secolo a.C.
Il villaggio fu storicamente menzionato nel 1231, quando si parlava di un conflitto che si svolse tra Eenrum ed Uithuizen.
Eenrum fu in seguito menzionato anche in un altro conflitto, quello tra gli Schieringers e i Veltkopers, che nel XV secolo si contendevano la regione di Hogeland.
Eenrum acquisì una propria amministrazione nel 1798 e divenne ufficialmente un comune indipendente il 31 maggio 1808. Il comune di Eenrum comprendeva, oltre al villaggio principale, anche i villaggi di Den Andel, Baflo, Pieterburen, Rasquert, Saaksumhuizen, Westernieland e Wierhuizen; in seguito, nel 1811, i villaggi di Baflo, Rasquert e Saaskumhuizen andarono a formare la municipalità di Baflo.

### Simboli
Lo stemma di Eenrum è formato da una chiave, simbolo di San Lorenzo, e da una torre sul mare, stemma del casato di ten Dijke.

## Monumenti e luoghi d'interesse
Eenrum vanta 24 edifici classificati come rijksmonumenten e lo status di villaggio "protetto".

### Architetture religiose

#### Chiesa di San Lorenzo
Principale edificio religioso di Eenrum è la chiesa di San Lorenzo: situata al nr. 1 della Kerkpad, fu eretta nel XIII secolo e presenta un campanile risalente al 1646-1652.
Al suo interno, si trova un organo realizzato nel 1817 da N.A. Lohman.

### Architetture civili

#### Mulino De Lelie
Altro edificio d'interesse di Eenrum è il mulino De Lelie, un mulino a vento risalente al 1862.

## Società

### Evoluzione demografica
Nel 2019, la popolazione di Eenrum era pari a 1.523 abitanti.
Al rilevamento del 1º gennaio 2019, la popolazione al di sotto dei 26 anni risultava pari a 400 unità (di cui 230 erano i bambini e i ragazzi al di sotto dei 16 anni), mentre la popolazione dai 65 anni in su era pari a 376 unità.
La località ha conosciuto un incremento demografico a partire dal 2016, quando contava 1.488 abitanti. Precedentemente, tra il 2013 (quando contava una popolazione pari a 1.503 abitanti) e il 2016, aveva conosciuto un decremento demografico.